# Betty Parsons
Betty Parsons (Betty Bierne Pierson) född 31 januari 1900, död 23 juli 1982, var en New York-baserad konstnär och gallerist.
Parsons var känd inte minst för sin betydande roll i att föra fram den abstrakta expressionismen.
Parsons startade 1946 Betty Parsons Gallery på 57th Street på Manhattan, med fokus på avantgardet inom New Yorks konstscen. Bland konstnärerna hon representerade redan 1946 fanns Hans Hofmann, Barnett Newman, Ad Reinhardt, Mark Rothko, Hedda Sterne och Clyfford Still. Året därpå övertog hon konstnärer som Peggy Guggenheim haft under sitt tak på Art of This Century innan hon lämnade USA, däribland Jackson Pollock. Lee Krasner och Agnes Martin hade sina första soloutställningar hos Betty Parsons. Andra som hade sina första utställningar där var Ellsworth Kelly och Robert Rauschenberg. Konstnären Helen Frankenthaler, som lärde känna Parsons 1950, sa att ”Betty och hennes galleri hjälpte till att skapa ett centrum för konstvärlden. Hon var en av de sista i sitt slag.”
Parsons drev sitt galleri till 1981, året innan hon gick bort.
Betty Parsons var även konstnär. Hon finns representerad på bland annat Smithsonian American Art Museum, National Museum of Women in the Arts och Museum of Modern Art (MoMA).
Parsons personliga dokument, liksom arkivet från galleriet, finns på Archives of American Art vid Smithsonian Institution.